# Belogorski-Kloster

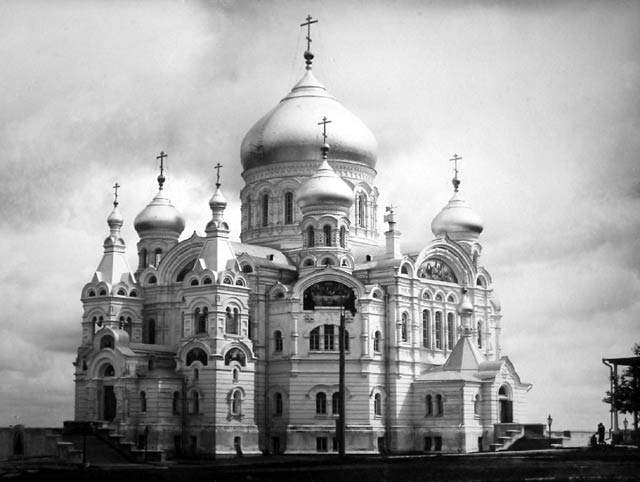
Die Kreuzerhöhungskirche

Das Belogorski-Kloster (russisch Белогорский монастырь bzw. mit vollem Namen Белогорский Свято-Николаевский православно-миссионерский мужской монастырь) ist ein russisch-orthodoxes Männerkloster auf dem Berg Belaja Gora im Mittleren Ural.
Das Kloster am Gipfel des 446 Meter hohen Berges liegt auf Luftlinie 85 Kilometer südlich der Stadt Perm und 50 Kilometer westlich von Kungur. Das Kloster ist heute ein beliebtes Ziel für Ausflüge und Wallfahrten.

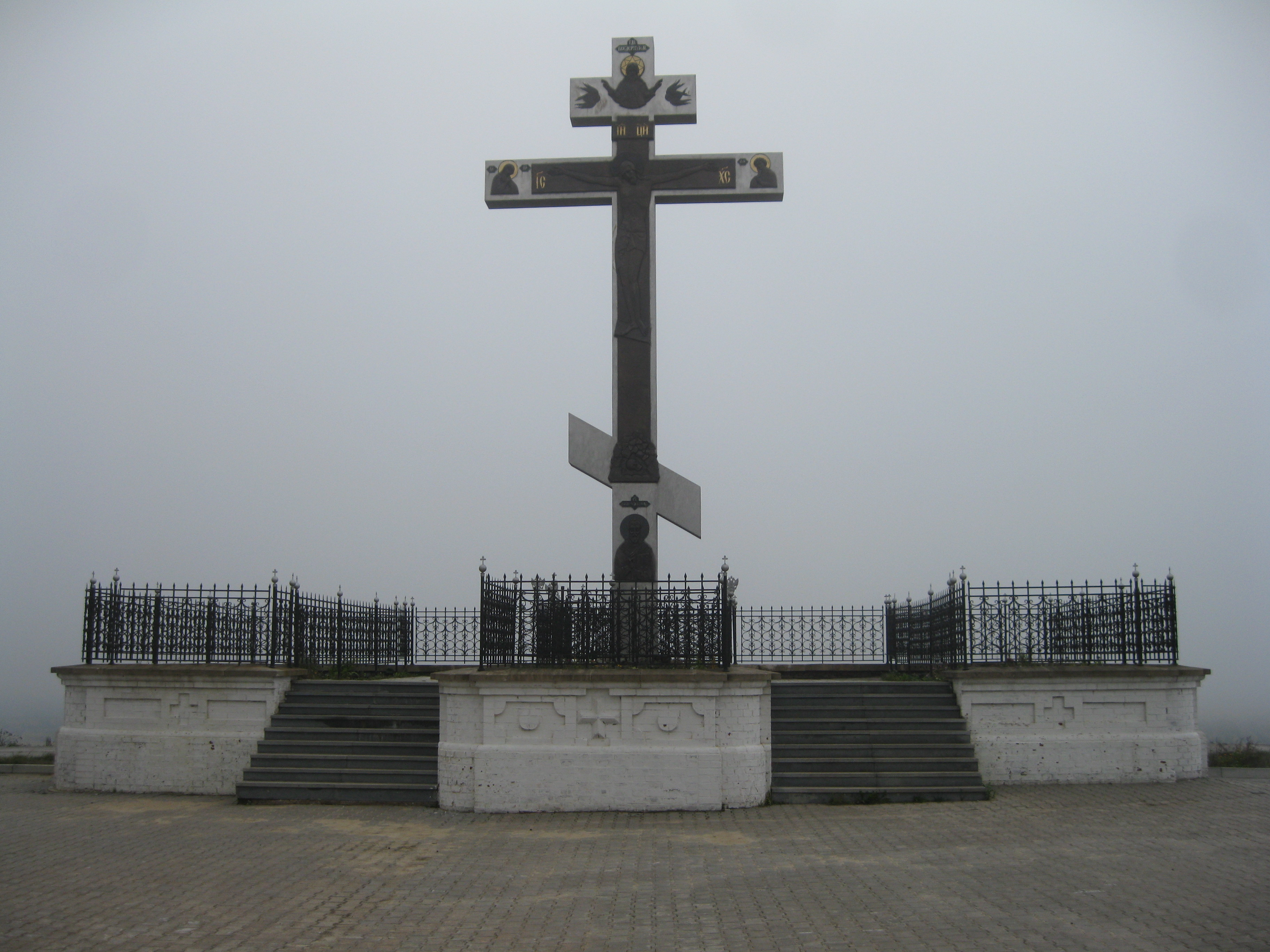
Das Zarenkreuz

## Geschichte
Die Geschichte des Klosters begann am 9. Juni 1890. An diesem Tag besuchte der Priester Stefan Lukanin den Berg und war von dem Ort und seiner freien Aussicht in alle vier Himmelsrichtungen derart angetan, dass er beschloss, dort ein Kloster zu gründen. Ausschlaggebend für die Wahl des Ortes war aber nicht nur die Schönheit des Ortes, sondern auch ein missionarisches Anliegen gegenüber den Altgläubigen in dieser Gegend. Als ersten Akt stellten er und seine Begleiter ein kleines Holzkreuz auf dem Berg auf. 1891 wurde dann ein 10,65 Meter hohes Kreuz errichtet, das Zarenkreuz im Gedenken an die Errettung von Thronfolger Nikolaus aus Lebensgefahr. Am 11. Mai 1891 war der Zarewitsch bei einem Japanbesuch von einem Polizisten seiner japanischen Eskorte mit einem Säbel angegriffen und verletzt worden. 1893 wurde mit dem Bau einer ersten Kirche aus Holz begonnen, die im Februar 1894 fertiggestellt wurde. In diesem Jahr wurden auch einige weitere Gebäude errichtet und eine Schule für Waisenkinder eröffnet.
Das Kloster entwickelte sich rasch zu einem beliebten Ziel von Pilgerfahrten. In der Zarenzeit besuchten jährlich bis zu 70.000 Wallfahrer das Kloster. Nachdem die erste Kirche aus Holz 1897 abgebrannt war, wurde 1902 mit dem Bau einer großen Kirche begonnen: die Kreuzerhöhungskirche (russ. Крестовоздвиженский собор). Länge, Breite und Höhe der Kirche betrugen jeweils 53,25 Meter. Am Dach trug sie fünf große Kuppeln. 1917 konnte der Bau dieser großen Kirche fertiggestellt werden.
Ein Jahr danach, 1918, begannen infolge der politischen Vorgänge in Russland die Repressalien für das Kloster. Infolgedessen nahm der Personalstand bis zum Frühjahr 1919 von etwa 400 Brüder auf 132 ab. Im März 1923 wurde das Kloster dann geschlossen. Die Gebäude wurden in weiterer Folge unter anderem als Schule, Invalidenhaus und im Zweiten Weltkrieg als Rehabilitationszentrum genutzt.
1990 wurde das Gebiet des Klosters wieder an die permische Eparchie zurückgegeben und 1991 erfolgte die Wiedereröffnung des Klosters. 1995 wurde mit der Restaurierung der Kirche begonnen. Ein Jahr darauf, im Mai 1996, besuchte der Moskauer Patriarch Alexius II. das Kloster. Seit 1997 findet jedes Jahr eine Kreuzprozession von der Stadt Perm zum Belogorski-Kloster statt.